# 鄧鍊
鄧鍊（1552年—1599年），字文純，號纯吾，江西建昌府南城縣人，軍籍，明朝政治人物。

## 生平
萬曆四年（1576年）丙子科江西鄉試第六十五名，萬曆五年（1577年）丁丑科會試第一百三十一名，登三甲第七十九名進士。初授长沙府推官，署宁乡令，分校楚闱，十年徵拜河南道御史，巡按广东。寻按吴、按闽，十三年典武举，十六年监戊子科会试，丁母忧，服阕，二十年复补福建道御史，差刷卷京畿，二十一年二月晋大理寺左寺丞，历左右少卿，署寺事。二十三年二月年官至太仆寺卿。以病乞归，二十七年十二月卒，赐祭葬。

## 家族
曾祖鄧棿；祖父鄧祿；父鄧維垣，貢士。母甯氏。慈侍下。